# 미쏘
미쏘(MIXXO)는 이랜드월드에서 운영하는 패스트 패션 브랜드이다. 2010년에 런칭하였으며, 2011년에는 언더웨어 브랜드인 미쏘 시크릿을 런칭하였다. 2012년에는 지연되던 명동 매장 개점을 완료하였다.
이랜드 그룹은 '스파오'(SPAO)에 이어 두 번째 SPA 브랜드 '미쏘'(MIXXO)를 선보인다. '스파오'가 베이직 아이탬 중심의 일본 '유니클로를 겨냥했다면 '미쏘'는 다양한 트렌드 아이템을 내 놓는 스페인 '자라', 스웨덴의 'H&M'에 대적하는 '한국형 자라를 표방하고 있다. 미쏘는 '칵테일을 만드는 솜씨'라는 뜻의 영단어 Mixology에서 영감을 얻어 탄생한 이름으로 여러 가지 재료를 혼합해 만드는 칵테일처럼 글로벌 감성의 베이직 아이템과 트렌디 디자인을 나만의 Mix & Match 스타일로 창조하는 글로벌 여성 SPA 브랜드라는 의미를 지니고 있다.

2010년, 미쏘 1호점이 강남에 개점한 이후 2012년에는 SPA 브랜드의 격전지인 명동에 개점을 완료하였다. 미쏘는 매년 1500~2000여개 스타일을 선보이는 SPA브랜드로 자리잡았으며 미쏘의 매장 수는 말레이시아, 중국 매장을 포함하여 현재 56개로 매출 성장과 함께 꾸준히 확장되었다.

미쏘는 2주 생산 시스템을 도입하여 1달에 150개 이상의 스타일이 매장에 입고된다. 이러한 시스템을 도입함으로써, 다양하고 트렌디한 스타일을 빠르게 선보이고 있다. 2030 젊은 여성 고객을 타겟으로 꾸준히 입기 좋은 데일리룩과 트렌디한 오피스룩 등의 다양한 상품을 합리적인 가격으로 판매하며 좋은 반응을 얻고 있다.

미쏘는 2019년부터 본격적으로 온라인 채널을 확대하며 고객 층을 늘리고 있다. 미쏘는 온/오프라인 동시 집중 전략으로 최근 온라인 채널 확대로, 기존 이랜드몰과 롯데닷컴에만 전개하던 채널을 현대H몰, 신세계, LF몰, 네이버 브랜드관, 브랜디, 쿠팡까지 총 8개 채널로 늘렸다. 온라인 채널로는 1020 고객들의 매출이, 오프라인 채널로는 3040 고객들의 매출이 증가하며 매출에 시너지를 내고 있다.

미쏘는 2010년 론칭 이후 꾸준히 CSR 캠페인을 진행하며 기업의 이익을 사회에 환원하고 있다. 미쏘는 론칭 10주년을 맞이하여, 아동 양육 시설을 떠나 자립한 여성 취업 준비생에게 면접 정장을 지원하는 '굿럭굿잡' 캠페인을 진행했다. 이 캠페인은 고객이 재킷 한 벌을 구매할 때마다 1천원을 펀드로 적립하고, 이랜드재단이 여기에 1천원씩을 더 기부하는 캠페인이다.

최근 MBTI가 유행함에 따라 미쏘(MIXXO)도 MBTI를 적용해 의상을 추천하는 이벤트를 개최하였는데 정작 소비자 취향과 맞지 않는 경우가 많아 크게 관심을 끌지 못 했다.
| mbti | 정석 추구형                                                         | 자유로운 영혼형                                                                                           | 합리 추구형                                                          | 조화 중시형                                                             |
| ---- | ------------------------------------------------------------------- | --- | -------------------------------------------------------------------- | ----------------------------------------------------------------------- |
|      | istj/isfj/estj/esfj                                                 | istp/isfp/estp/esfp                                                                                       | intj/intp/entj/entp                                                  | infj/infp/enfj/enfp                                                     |
|      | 트랜드에 관심은 있지만 그렇다고 너무 튀는 건 부담스러운 당신        | 확고한 패션 취향이 있는 당신                                                                              | 독립적인 성향이 있어 자신만의 개성과 스타일을 중요하게 생각하는 당신 | 패션에 꽤나 관심이 있고, 옷 못 입는 다는 이야기를 싫어하는 당신         |
|      | 깔끔하고 단색으로 튀지는 않지만 벚꽃놀이 인증사진으로 제격인 스타일 | 자유로운 영혼인 당신에게는 트렌디하고 톡톡튀는 디테일이 살아있는 아이템으로 타인의 시선을 사로잡는 스타일 | 처분하고 세련된 패션 스타일                                          | 너무 튀지 않지만 스타일리쉬함을 놓치지 않는 화사한 컬러의 아이템과 코디 |

## 같이 보기
- 자라
- H&M
- 에잇세컨즈
- 스파오